# کارل شنکل
کارل شِنکل (آلمانی: Carl Schenkel؛  ‏۸ مهٔ ۱۹۴۸ – ۱ دسامبر ۲۰۰۳) یک کارگردان، فیلم‌نامه‌نویس و پدیدآور اهل سوئیس بود.

## گزیدهٔ فیلم‌شناسی
- قتل در قطار سریع‌السیر شرق (۲۰۰۱)
- تارزان و شهر گمشده (۱۹۹۸)
- تله‌فیلم «در دریاچهٔ جنگل» (۱۹۹۶)
- حرکات اسب شطرنج (۱۹۹۲)
- کوئین نیرومند (۱۹۸۹)
- حملهٔ متقابل (۱۹۸۱)